# Діївка (станція)
Ді́ївка — вантажна залізнична станція 2-го класу Дніпровської дирекції Придніпровської залізниці на електрифікованій лінії Запоріжжя-Кам'янське — Нижньодніпровськ-Вузол між зупинними пунктами Платформа 178 км (1 км) та Платформа 184 км (5 км). Розташована у Новокодацькому районі міста Дніпра, за 10 км на захід від станції Дніпро-Головний.

## Історія
Станція відкрита 1895 року в складі побудованої у 1884 році першої черги новозбудованої Катерининської залізниці.
У 1958 році станція електрифікована постійним струмом (=3 кВ).

## Пасажирське сполучення
На станції Діївка зупиняються приміські електропоїзди західного напрямку станції Дніпро-Головний.
Неподалік розташована станція  «Покровська» Дніпровського метрополітену.